# Whitechapel Art Gallery
La Whitechapel Art Gallery è una galleria d'arte pubblica inglese situata nel quartiere di Whitechapel a Londra.

## Storia
Fu fondata nel 1901 su iniziativa del reverendo Samuel Augustus Barnett della chiesa di St. Jude a Whitechapel, il reverendo fin dal 1881 organizzava annualmente una mostra d'arte con lo scopo di educare la popolazione del quartiere che all'epoca era in forte degrado e con un elevato tasso di criminalità. Il reverendo acquistò un terreno a fianco alla Passmore Edwards Library, una biblioteca pubblica istituita dal filantropo John Passmore Edwards. L'incarico della costruzione della galleria d'arte venne affidato all'architetto Charles Harrison Townsend, esponente della corrente Arts and Crafts.
L'edificio è caratterizzato da due torrette simili a quelle del Bishopsgate Institute, opera dello stesso architetto, che nel progetto originale avrebbero dovuto terminare con una parte cilindrica sovrastata da una piccola cupola.
Gli ingressi si trovano a livello stradale, in posizione asimmetrica e sovrastati da una grande luce semicircolare che ricorda un maestoso arco. L'arco è sovrastato a sua volta da una file di finestrelle quadrate ai cui lati si trovano dei bassorilievi con motivi a foglie. Nella parte superiore della facciata un ampio spazio rettangolare era destinato in origine ad ospitare un mosaico di Walter Crane che non venne mai realizzato a causa di un contrasto fra il reverendo e John Passmore Edwards. Quest'ultimo avrebbe voluto che la galleria fosse a lui intitolata, di fronte al rifiuto da parte del reverendo ritirò il finanziamento finale destinato alla realizzazione del mosaico.
L'edificio contrastava con la vicina biblioteca in laterizio rosso costruita pochi anni prima nello Stile Regina Anna che nel 2009 venne accorpata alla galleria d'arte.
La galleria è nota per la programmazione di mostre di arte moderna e contemporanea. Nel 1938 ospitò il celebre quadro Guernica di Pablo Picasso, esposto per la prima ed unica volta al di fuori della Spagna.

## Direttori
- Bryan Robertson (1952–1968)
- Nicholas Serota (1976–1988)
- Catherine Lampert (1988–2002)
- Iwona Blazwick (2002– )